# مارغريتا تابيا
مارغريتا تابيا (بالإسبانية: Margarita Tapia)‏ هي منافسة ألعاب القوى مكسيكية، ولدت في 16 نوفمبر 1976 في مدينة مكسيكو في المكسيك.

## وصلات خارجية
- مارغريتا تابيا على موقع الاتحاد الدولي لألعاب القوى (الإنجليزية)
- مارغريتا تابيا على موقع أوليمبيديا (الإنجليزية)